# トリコロールクライシス
『トリコロールクライシス』（TRICOLORE CRISE）は、2000年11月9日に発売されたドリームキャスト向けロールプレイングゲームである。ヒューネックスが開発を、ビクターインタラクティブソフトウェア（後のマーベラス）が販売を請け負った。

## ゲーム内容
人類の生存を脅かすイブリースという敵を攻撃するための拠点として塔が建てられ、その塔を守る魔法使いを「塔の主」と呼んでいた。その座が新たに3つ設けられたことをきっかけに主人公の女の子達が立ち上がる。本作では3人の中から主人公を選択することが可能で、いつでも任意に主人公を交代させることが可能。彼女達が御使いと呼ばれるしもべを召還して敵を倒しながらノルマを達成し、「塔の主」と呼ばれる魔法使いになることを目指していくファンタジー作品となっている。御使いに買い物などの時間を与えることで、主人公の部屋のインテリアが少しずつ増えていく。
リリース時には予約特典として設定画集やBGMなどが収録された「トリコロールクライシスアートパレット」が配布され、登場キャラクター・ジャニスのフィギュアが抽選で当たるキャンペーンが催された。

## 登場キャラクター
ジャニス
声：川澄綾子
ラナン
声：今井由香
アネメア・グレンデル
声：大沢つむぎ
ユノ
声：柳瀬なつみ
リネア
声：榎本温子
カンタレラ
声：永島由子
セリム
声：根谷美智子
ヴァシャール
声：石橋千恵
ディアドラ
声：仁木静美

## 批評
本作は『ファミ通』622号のクロスレビューに掲載され、40点満点中27点を獲得している。

## 関連書籍
- 『トリコロールクライシス 公式ガイド』、ソフトバンクパブリッシング、ISBN 9784797314861、※絶版
- 『Dreamcast Magazine vol.25 2000年7月28日号』、ソフトバンクパブリッシング、※本作が表紙を飾っている